# Величко Іван Федорович
Іва́н Фе́дорович Вели́чко (1909 , Крутеньке, Катеринославський повіт, Катеринославська губернія, Російська імперія  — невідомо ) — український радянський діяч, селянин.  Депутат Верховної Ради УРСР 1-го скликання (1938–1947).

## Біографія
Народився 1909 року в селянській родині в селі Крутеньке, тепер Томаківський район, Дніпропетровська область, Україна. У 1930-х роках працював комбайнером Чумаківської машинно-тракторної станції (МТС) Томаківського району Дніпропетровської області.
26 червня 1938 року був обраний депутатом Верховної Ради УРСР 1-го скликання по Солонянській виборчій окрузі № 208 Дніпропетровської області.
Член ВКП(б) з 1939 року.
1939 року був нагороджений орденом Леніна за збирання комбайном «Сталінець» рекордного врожаю 1938 року на площі 1487 гектарів.
На 1939 рік — заступник голови виконавчого комітету Томаківської районної ради депутатів трудящих Дніпропетровської області.
Під час Великої Вітчизняної війни — у Червоній армії, станом на березень 1945 року — польова пошта № 03292 (управління штабу тилу 57-ї армії), № 71170 (відділ по керівництву військовими комендатурами 1-го Українського фронту).
Після війни жив у рідному селі Крутеньке (Кірове — до 2016 року), працював директором Мирівської машинно-тракторної станції Дніпропетровської області.
Потім — на пенсії. 1985 року до 40-річчя Перемоги у Великій Вітчизняній війні був нагороджений орденом Вітчизняної війни 2-го ступеня.

## Нагороди
- Орден Леніна (7.02.1939).
- Орден Вітчизняної війни 2-го ступеня (6.04.1985).
- медалі.